# Bronisław Łoś
Bronisław Stanisław Łoś z Grodkowa i Januszowic herbu Dąbrowa (ur. w 1841, zm. 26 czerwca 1880) – hrabia, c.k. podkomorzy, poseł do Sejmu Krajowego Galicji IV kadencji (1877–1882), starosta stanisławowski w roku 1879.

## Życiorys
Syn Karola Łosia i Franciszki z Gromnickich h. Prawdzic. Ożeniony z Zofią Gołuchowską córką Agenora hr. Gołuchowskiego namiestnika Galicji, ministra spraw wewnętrznych Austrii.
Honorowy obywatel miasta Nadwórna. Kawaler Zakonu Maltańskiego odznaczony Orderem Zakonu Joannitów. W Sejmie Krajowym reprezentował IV kurię, okręg Stanisławów-Halicz.